# Compression temporelle de la parole
 (mars 2015).
Si vous disposez d'ouvrages ou d'articles de référence ou si vous connaissez des sites web de qualité traitant du thème abordé ici, merci de compléter l'article en donnant les références utiles à sa vérifiabilité et en les liant à la section « Notes et références ».
La compression temporelle de la parole est une technique utilisée pour accélérer la restitution d'un enregistrement oral.

## Utilisations
Le procédé peut être utilisé pour l’enseignement et l’apprentissage, pour aider des utilisateurs possédant un trouble de la vision ou pour optimiser les interfaces homme-machine (telles que les systèmes de messagerie vocale ou les listes de films dans les cinémas).

## Techniques
La parole peut être compressée en retirant les temps de silence ou en augmentant sa vitesse. Normalement, il existe des temps de silence entre les mots et les phrases, de même que des petits silences à l’intérieur de certains mots, qui peuvent être réduits considérablement tout en maintenant un message compréhensible. La vitesse d’un enregistrement peut être augmentée sur la totalité de la piste audio, mais ceci comporte l’effet indésirable d’augmenter la fréquence, induisant ainsi des sons de voix très aigus. Cependant, ceci peut être compensé en ramenant le ton à la fréquence appropriée.
L’avantage de la compression temporelle de la parole est que le même nombre de mots peut être compressé en un temps plus court, réduisant ainsi les coûts de publicité, ou rendant possible l’ajout de plus d’information dans une publicité à la télé ou à la radio. Un autre avantage de cette méthode est qu’elle semble amplifier le son de la pub en augmentant son volume sonore moyen, lui permettant ainsi d’être plus facilement remarquée, sans pour autant dépasser le volume sonore maximum autorisé par la loi. Le fait de retirer les temps de silence et d’augmenter la vitesse peut rendre un discours plus insistant, parfois jusqu’au point de devenir désagréable. 